# 미하
미하(ミーハー)는 일본의 유행어로 취미, 교양 등이 저속하고, 유행에 좌우되기 쉬운 젊은이들을 지칭하는 말이다.